# Coleobonzia clavata
Coleobonzia clavata är en spindeldjursart som först beskrevs av Corpuz-Raros 2008.  Coleobonzia clavata ingår i släktet Coleobonzia och familjen Cunaxidae. Inga underarter finns listade i Catalogue of Life.